# Delta Profronde
El  Delta Profronde es una antigua carrera ciclista neerlandesa disputada en la provincia de Zeeland. 
Creada en 1959 bajo el nombre de Ronde van Midden-Zeeland, fue considerada amateur hasta 1973. Constituyó una etapa de la Vuelta a Holanda de 1974 a 1978. Cogió el nombre de Delta Profronde en 1998. Formaba parte del UCI Europe Tour desde la creación de estos circuitos en el 2005, dentro de la categoría 1.1. En 2008, las organizaciones del Delta Profronde y de la OZ Wielerweekend se fusionaron para crear el Delta Tour Zeeland.

## Palmarés
| Año                      | Ganador              | Segundo              | Tercero                 |
| Ronde van Midden-Zeeland |                      |                      |                         |
| ------------------------ | -------------------- | -------------------- | ----------------------- |
| 1959                     | Miel Verstraete      |                      |                         |
| 1960                     | Cees van Amsterdam   |                      |                         |
| 1961                     | Bart Solaro          |                      |                         |
| 1962                     | Cees Snepvangers     |                      |                         |
| 1963                     | Leo van Dongen       |                      |                         |
| 1964                     | Léo van Dongen       |                      |                         |
| 1965                     | Dies Kosten          |                      |                         |
| 1966                     | Marinus Wagtmans     |                      |                         |
| 1967                     | Léo de Groot         |                      |                         |
| 1968                     | Joop Zoetemelk       |                      |                         |
| 1969                     | Henk Benjamins       |                      |                         |
| 1970                     | Cees Priem           |                      |                         |
| 1971                     | Marcel Pennings      |                      |                         |
| 1972                     | Roy Schuiten         |                      |                         |
| 1973                     | Peer Maas            |                      |                         |
| 1974                     | Tino Tabak           | Piet van Katwijk     | Theo van der Leeuw      |
| 1975                     | Gerard Vianen        | Dietrich Thurau      | Theo Smit               |
| 1976                     | Fedor den Hertog     | Ludo Peeters         | Freddy Maertens         |
| 1977                     | Freddy Maertens      | Piet van Katwijk     | Eddy Vanhaerens         |
| 1978                     | Gerrie Knetemann     | Adri Schipper        | Jan Krekels             |
| 1979                     | Bert Oosterbosch     | Jan Raas             | Adri Schipper           |
| 1980                     | Gerrie Knetemann     | Guy Nulens           | Cees Priem              |
| 1981                     | Walter Planckaert    | Gerrie van Gerwen    | Jos Lammertink          |
| 1982                     | Henk Lubberding      | Adri van Houwelingen | Gerrie Knetemann        |
| 1983                     | Jan Raas             | Ronny Van Holen      | Leo van Vliet           |
| 1984                     | Luc Colijn           | Eddy Planckaert      | Werner Devos            |
| 1985                     | Ferdi Van Den Haute  | Nico Verhoeven       | Eddy Planckaert         |
| 1986                     | Gerrit Solleveld     | Rudy Dhaenens        | Toine Poels             |
| 1987                     | Jean-Paul van Poppel | Eric Vanderaerden    | Wim Arras               |
| 1988                     | Peter Pieters        | Mathieu Hermans      | Johan Capiot            |
| 1989                     | Jelle Nijdam         | John Van Den Akker   | Mathieu Hermans         |
| 1990                     | Gerrit Solleveld     | Adrie Kools          | Johan Capiot            |
| 1991                     | Wiebren Veenstra     | Peter Pieters        | Danny Neskens           |
| 1992                     | Johan Capiot         | Wiebren Veenstra     | Adri van der Poel       |
| 1993                     | Jo Planckaert        | Eric Vanderaerden    | Wilfried Nelissen       |
| 1994                     | Maarten den Bakker   | Jelle Nijdam         | Johan Capiot            |
| 1995                     | Jeroen Blijlevens    | Adriano Baffi        | Jean-Pierre Heynderickx |
| 1996                     | Jelle Nijdam         | John Talen           | Johan Capiot            |
| 1997                     | edición no realizada | edición no realizada | edición no realizada    |
| Delta Profronde          |                      |                      |                         |
| 1998                     | Erik Zabel           | Ján Svorada          | Michel Cornelisse       |
| 1999                     | Servais Knaven       | Ralf Grabsch         | Wim Omloop              |
| 2000                     | Léon van Bon         | Niko Eeckhout        | Andrej Hauptman         |
| 2001                     | Niko Eeckhout        | Wim Omloop           | Servais Knaven          |
| 2002                     | Robbie McEwen        | Steven de Jongh      | Jo Planckaert           |
| 2003                     | Stefan van Dijk      | Geert Omloop         | Frédéric Guesdon        |
| 2004                     | Niko Eeckhout        | Robbie McEwen        | Stefan van Dijk         |
| 2005                     | Bram de Groot        | Theo Eltink          | Frédéric Amorison       |
| 2006                     | Steven de Jongh      | Simone Cadamuro      | Graeme Brown            |
| 2007                     | Denis Flahaut        | Stefan van Dijk      | Matthew Goss            |

## Palmarés por países
| País         | Victorias |
| ------------ | --------- |
| Países Bajos | 36        |
| Bélgica      | 8         |
| Alemania     | 1         |
| Australia    | 1         |
| Francia      | 1         |